# Olibrus kaszabi
Olibrus kaszabi is een keversoort uit de familie glanzende bloemkevers (Phalacridae). De wetenschappelijke naam van de soort werd in 1971 gepubliceerd door Medvedev.